# روبرت فيلد
روبرت فيلد (بالإنجليزية: Robert Field)‏ هو رسام أمريكي، ولد في 1769 في لندن في المملكة المتحدة، وتوفي في 9 أغسطس 1819 في كينغستون في جامايكا.